# Różaniec (gmina Braniewo)
Różaniec (niem. Rosenort) – osada w Polsce położona w województwie warmińsko-mazurskim, w powiecie braniewskim, w gminie Braniewo nad Zalewem Wiślanym.
W latach 1975–1998 miejscowość należała administracyjnie do województwa elbląskiego. Osada znajduje się w historycznym regionie Warmia.
Pierwsza wzmianka o miejscowości pochodzi już z 1317 roku. 
W Różańcu znajduje się zabytkowy niewielki majątek ziemski położony na wysokim brzegu nad Zalewem Wiślanym. Dwór z I poł. XIX w. jest parterowy, ale na wysokiej podmurówce. Dach czterospadowy z facjatkami. Elewacje zdobione są szerokim gzymsem uskokowym.
Przez osadę przebiega szlak rowerowy Green Velo.